# Escritório Ramos de Azevedo
O Escritório Ramos de Azevedo, oficialmente Escritório Técnico Ramos de Azevedo, foi o maior e mais longevo escritório de arquitetura do Brasil,[carece de fontes?] criado pelo próprio arquiteto que lhe presta o nome, Ramos de Azevedo, que o dirigiu dentre a última década do século XIX e as três primeiras do século XX, período no qual o escritório chegou a empregar cerca de 500 funcionários.[carece de fontes?] Além das construções na cidade de São Paulo e no interior do estado, o escritório também participava de todas as grandes licitações pelo Brasil.[carece de fontes?] No ano de 2015, o Centro Cultural Correios São Paulo realizou uma exposição intitulada “Escritório Ramos de Azevedo: a arquitetura e a cidade”.
| “                                                                                     | O escritório de Ramos de Azevedo foi o que redesenhou a cidade no mais curto período de tempo.[carece de fontes?] | ” |
| — Beatriz Piccolotto Siqueira Bueno, professora de História da Urbanização da FAU-USP | |   |

## História
Ramos de Azevedo era filho de uma família abastada e teve sua educação superior na Universidade de Gante, na Bélgica, onde se graduou como engenheiro e arquiteto em 1878. Retornando ao Brasil, abriu seu primeiro escritório profissional na cidade de Campinas, onde assinou diversos projetos. Já em São Paulo, montou seu escritório à Rua Boa Vista, chamado então de Escritório Técnico de Projeto e Construção, vindo a se tornar famoso não apenas pelas obras que realiza, mas também pelo numeroso grupo de engenheiros e arquitetos que, em conjunto, trabalham sob sua direção: Victor Dubugras, Domiziano Rossi, Anhaia Mello, Ricardo Severo e Arnaldo Dumont Villares, esses dois últimos, após a morte de Ramos de Azevedo, em 1928, criam a empresa Escritório Técnico Ramos de Azevedo, Severo & Villares S. A.

## Obras
Apesar de todas as obras do "Escritório Técnico Ramos de Azevedo" terem a assinatura de seu fundador enquanto era vivo, sabe-se que grande parte delas não foi diretamente projetada por ele. Dentre as principais obras de seu escritório, projetadas ou não por ele, constam:
- Antiga Unidade Sampaio Viana da Febem e Área Verde (1910)
- Batalhão Tobias de Aguiar (1888-1891)
- Belvedere Trianon (1916)
- Casa Caetano de Campos (atual sede da Secretaria da Educação do Estado de São Paulo) (1890-1894)
- Casa das Rosas (1935)
- Catedral Metropolitana de Campinas (1807-1883)
- Cemitério da Consolação (frontão; anos 1900)
- Colégio Politécnico Bento Quirino (anos 1910)
- Colégio Sion (anos 1900)
- Colégio Técnico de Campinas (1918)
- Conjunto das Antigas Instalações da Escola Politécnica (1893)
- Edifício Lutetia (anos de 1920)
- Edifício Ramos de Azevedo (atual sede do Arquivo Histórico Municipal de São Paulo)  (1920)
- Edifícios sede da Secretaria da Justiça e da Defesa da Cidadania do Estado de São Paulo (1881-1894)
- Edifício Sete de Abril (1937-1939)[4]
- Educandário Sagrada Família (1893)
- Escola Estadual Rodrigues Alves (1919)
- Estação Pinacoteca (1908-1914)
- Faculdade de Medicina da USP (1928-1931)
- Fazenda Pau d'Alho (anos 1890)
- Hospital Psiquiátrico do Juqueri em Franco da Rocha (1895-1898)
- Hotel Central em São Paulo (1915-1920)
- Instituto Oscar Freire (1919-1931)
- Mercado Municipal de Campinas (1908)
- Mercado Municipal de São Paulo (1928-1933)
- Palácio da Justiça de São Paulo (atual sede do Tribunal de Justiça do Estado de São Paulo) (1920-1933)
- Palácio das Indústrias (atual Museu Catavento) (1911-1924)
- Palácio dos Correios (São Paulo) (1920-1922)
- Pinacoteca do Estado de São Paulo (1897-1905)
- Residências da Família Ramos de Azevedo (1891)
- Teatro Renault (1929)
- Theatro Municipal de São Paulo (1903-1911)
- Teatro Nelson Rodrigues(1910)